# H. S. Rawail
Harnam Singh Rawail (21 août 1921 - 17 septembre 2004), souvent cité comme H. S. Rawail, est un metteur en scène indien. Il débute comme réalisateur avec le film Dorangia Daku (en) de Bollywood, en 1940 et est surtout connu pour ses films romantiques comme Mere Mehboob (en) (1963), Sunghursh (1968), Mehboob Ki Mehndi (en) (1971) et Laila Majnu (en) (1976). Son fils Rahul Rawail et son neveu Rajat Rawail (en) sont également réalisateurs. Le premier a rendu hommage au film de son père, Sunghursh, en intitulant l'un de ses films Jeevan Ek Sanghursh (en) (1990). 

## Filmographie
- 1951 : Sagai (en)
- 1963 : Mere Mehboob (en)
- 1968 : Sunghursh
- 1971 : Mehboob Ki Mehndi (en)
- 1976 : Laila Majnu (en)
- 1990 : Jeevan Ek Sanghursh (en)